# 포경선

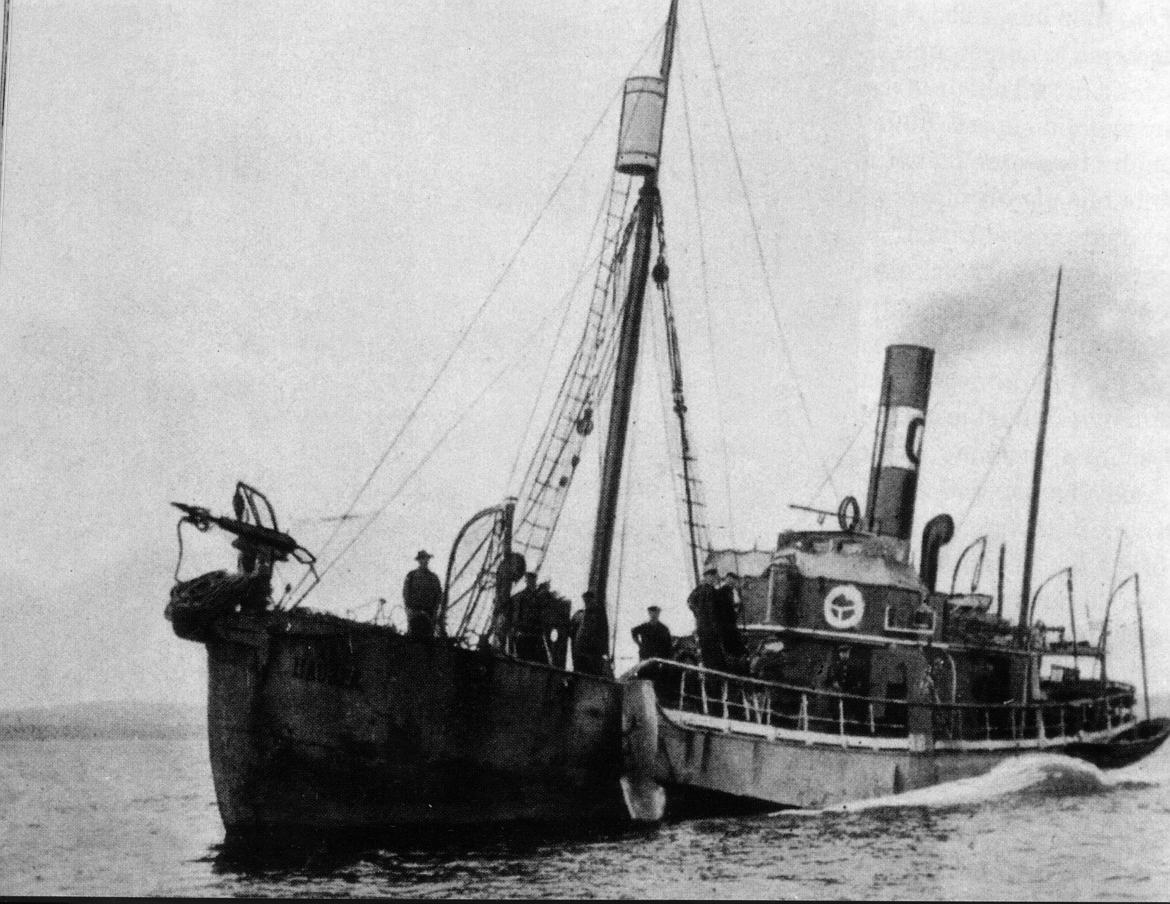
약 1900년

포경선(捕鯨船)은 고래잡이에 이용하는 선박이다.

## 포경모선
포경선의 일종으로 포경모선이 있다. 포경선이 포획한 고래를 선미의 커다란 미끄럼판과 같은 슬립웨이(slipway)를 통하여 넓은 작업갑판으로 끌어올려서 해부한다. 그리고 작업갑판 바로 밑에 있는 제유공장(製油工場)으로 보내어 제유보일러에서 경유(鯨油)를 뽑고 유창(油倉)에 저장한다. 고기는 경유운반선(鯨油運搬船)으로 옮겨 실어 냉동한다.